# Xã Granby, Quận Nicollet, Minnesota
Xã Granby (tiếng Anh: Granby Township) là một xã thuộc quận Nicollet, tiểu bang Minnesota, Hoa Kỳ. Năm 2010, dân số của xã này là 246 người.